# Eric Ramm-Ericson
Eric Ramm-Ericson, född 19 januari 1890 i Motala församling i Östergötlands län, död 18 mars 1979 i Hedvig Eleonora församling i Stockholm, var en svensk tidningsman. Han använde signaturerna E. R.-E. och R.-E. 
Ramm-Ericson var son till tidningsmannen Gustaf E. Ericson och Amanda E. Andersson. Han var elev vid högre allmänna läroverket i Helsingborg 1900–1905, vid Nya elementarskolan i Stockholm 1905–1909, avlade mogenhetsexamen 1909, kansliexamen 1914 vid Stockholms högskola samt utexaminerades från Handelshögskolan i Stockholm 1915.
Han var anställd vid Svenska Dagbladet 1916–1918, vid Nya Dagligt Allehanda 1918, vid Göteborgs Morgonpost 1918–1924. Han kom till faderns tidning Lunds Dagblad 1924, först som vice verkställande direktör, som redaktör från 1932 och som ansvarig utgivare från 1935. Vid faderns död 1935 övertog han Lunds Dagblad och innehade densamma till 1949 då han sålde till ett konsortium lett av juris dr Axel Ros.
Åren 1940–1946 var han kapten i Svea Artilleriregementes reserv. Efter att ha varit tidskriftsredaktör och statistiker vid Sveriges automobilhandlares förbund 1947–1949 återgick han till den militära banan och verkade vid A1:s mobiliseringsavdelning till 1960 då han tog pension.
Han var medlen i Publicistklubben (från 1917) och i Tidningsutgivarna. Vidare hade han styrelseuppdrag i Borgerliga valförbundet i Lund, Lunds Landstormsförening och Skidfrämjandets Lundakommitté. Han var med och grundade Svenska Motorcykelklubben 1913 och satt som vice ordförande i dess Göteborgsavdelning 1918–1924. Detta engagemang fortsatte när han kom till Skåne, där han grundade Malmöavdelningen 1924, satt som vice ordförande även där och var initiativtagare till motorcykelloppen i Saxtorp.
Eric Ramm-Ericson var gift första gången 1918–1925 med författaren Tora Nordström-Bonnier (1895–1991) och fick en son: ingenjören Ulf Ramm-Ericson (född 1922).
Andra gången var han gift 1927–1937 med Karin Ekström (1901–1983), dotter till ingenjören Arthur Ekström och Ingrid Schåltz (omgift Rüder). De fick två barn: sjukgymnasten Ulla Ramm-Ericson (född 1929) och pol mag Nils Ramm-Ericson (född 1932).
Tredje gången gifte han sig 1937 med Elisabeth Wiedenbeck (1907–1990) och fick tre barn: Caterine Ramm-Ericson (född och död 1938), Sabine Gerde (född 1941) och Michael Ramm-Ericson (1946–2011).
Eric Ramm-Ericson är gravsatt i minneslunden på Skogskyrkogården i Stockholm.